# Sandvikens kommun
Sandvikens kommun är en kommun i Gävleborgs län. Centralort är Sandviken.
Sandviken domineras av skogsmark, även om inslaget av myrmark är stort. Dalälvens nedre lopp dominerar södra delarna av den kuperade kommunen. Brukstraditionen i kommunen har anor från 1860-talet. I början av 2020-talet representeras den traditionen av kommunens dominerande arbetsgivare, Sandvik AB. 
Sedan kommunen bildades och fram till 2005 var befolkningsutvecklingen negativ. Därefter har trenden vänt och folkmängden ökat. Efter valen på 2010‐ och 2020-talen har kommunen styrts av Socialdemokraterna i olika koalitioner.

## Administrativ historik
Kommunens område motsvarar socknarna: Högbo, Järbo, Ovansjö, Årsunda och Österfärnebo. I dessa socknar bildades vid kommunreformen 1862 landskommuner med motsvarande namn. 
Storviks municipalsamhälle inrättades 12 maj 1916 i Ovansjö landskommun och upplöstes 1924 då motsvarande område utbröts ur landskommunen och bildade Storviks köping. Sandvikens köping bildades 1927 genom utbrytning ur Ovansjö och Högbo landskommuner. Sandvikens stad bildades 1943 av köpingskommunen och Högbo landskommun.
Kommunreformen 1952 påverkade inte indelningarna i området.
Sandvikens kommun bildades vid kommunreformen 1971 av Sandvikens stad, Storviks köping samt landskommunerna Järbo, Ovansjö, Årsunda och Österfärnebo.
Kommunen ingick från bildandet till 26 april 2004 i Sandvikens domsaga och sen dess i Gävle domsaga.
Kommunen ingår sedan 2013 i förvaltningsområdet för finska.

## Geografi
Kommunen är belägen i de sydvästra delarna av landskapet Gästrikland. I söder gränsar kommunen till Heby kommun i Uppsala län och Sala kommun i Västmanlands län, i väster till Hofors kommun i Gävleborgs län samt Avesta kommun och Falu kommun i Dalarnas län. I norr gränsar kommunen till Ockelbo kommun och i öster till Gävle kommun, båda i Gävleborgs län. I södra delen av kommunen rinner Dalälven i väst-östlig riktning.

### Topografi och hydrografi
Dalälvens nedre lopp dominerar södra delarna av den kuperade skogskommunen Sandviken. Gnejs, granit och amfibolit utgör huvudsakligen dess berggrund. De delar av området som ligger på högre höjder är i regel täckta med morän och bevuxna med barrskog. Moränen kan, speciellt i väster, vara storblockig. Genomgående är inslaget av myrmark stort, men än större i östra och södra Sandviken. Nordost om Österfärnebo ligger Karinmossen som är det största sammanhängande myrområdet. Genom östra delen av kommunen löper Färneboåsen i nord–sydlig riktning. Den kan beskrivas som en markant rygg och går bland annat genom Färnebofjärden.
Nedan presenteras andelen av den totala ytan 2020 i kommunen jämfört med riket.
|  | Bebyggelse (5,0 %) |

|  | Skog (82,9 %) |

|  | Öppen myrmark (4,0 %) |

|  | Jordbruksmark (7,9 %) |

|  | Övrig mark (0,3 %) |

|  | Bebyggelse (3,1 %) |

|  | Skog (68,0 %) |

|  | Öppen myrmark (7,2 %) |

|  | Jordbruksmark (7,4 %) |

|  | Övrig mark (14,3 %) |

### Naturskydd
I kommunen finns nationalparken Färnebofjärdens nationalpark. I nationalparken ligger "Limes Norrlandicus", biologiska norrlandsgränsen, vilket påverkar växtligheten i området. Vidare är nationalparken en plats med ovanligt rikt  fågelliv. Till exempel häckar regelbundet över 100 arter i där, vilket saknar motsvarighet i resten av Sverige.
År 2022 fanns 17 naturreservat i Sandvikens kommun. Av dessa var fem även klassade som Natura 2000-områden.

### Administrativ indelning
Fram till 2016 var kommunen för befolkningsrapportering indelad i fyra församlingar – Järbo, Ovansjö, Sandviken och Årsunda-Österfärnebo.

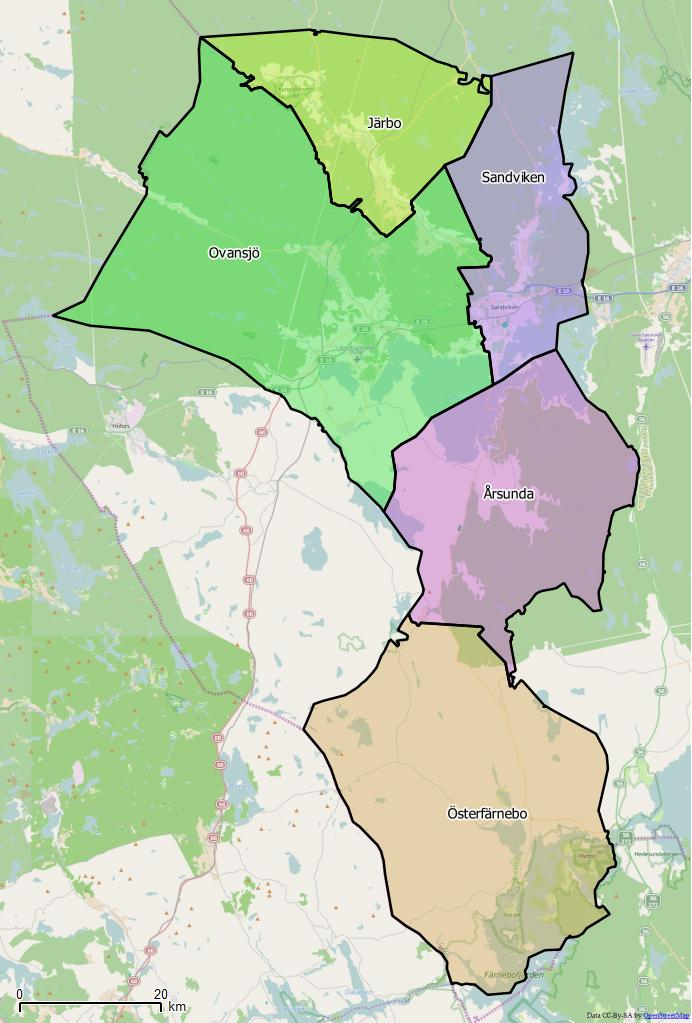
Distrikt (socknar) inom Sandvikens kommun.

Från 2016 indelas kommunen istället i fem  distrikt, vilka motsvarar församlingsindelningen 1999/2000 och i detta fall helt överensstämmer med socknarna: Järbo, Ovansjö, Sandviken (Högbo socken), Årsunda och Österfärnebo.

### Tätorter
Vid tätortsavgränsningen av Statistiska centralbyrån den 31 december 2015 fanns det elva tätorter i Sandvikens kommun.
| Nr | Tätort       | Folkmängd |
| -- | ------------ | --------- |
| 1  | Sandviken    | 24 724    |
| 2  | Storvik      | 2 202     |
| 3  | Järbo        | 1 813     |
| 4  | Årsunda      | 1 012     |
| 5  | Kungsgården  | 775       |
| 6  | Åshammar     | 535       |
| 7  | Hammarby     | 533       |
| 8  | Österfärnebo | 470       |
| 9  | Jäderfors    | 307       |
| 10 | Hillsta      | 277       |
| 11 | Västerberg   | 228       |

Centralorten är i fet stil.

## Styre och politik

### Styre
Mandatperoden 2010–2014 styrdes kommunen av Socialdemokraterna och Miljöpartiet i minoritet.
Efter valet 2014 samlade Socialdemokraterna tillsammans med Miljöpartiet och Centerpartiet 26 av 51 mandat i kommunfullmäktige. Tillsammans bildade partierna en styrande majoritetskoalition. Mandatperoden 2018–2022 behöll Socialdemokraterna och Centerpartiet makten, medan Miljöpartiet ersattes av Liberalerna i en ny majoritetskoalition. De tre partierna samlade 26 av 51 mandat. I valet 2022 fick den sittande koalitionen 22 av 51 mandat. Partierna behöll dock makten, men i minoritet. Det blev första gången någonsin  som Sandviken styrs av en minoritetskoalition.

### Kommunfullmäktige

#### Presidium
| Presidium 2022-2026    | Presidium 2022-2026 | Presidium 2022-2026 |
| ---------------------- | ------------------- | ------------------- |
| Ordförande             | S                   | Monica Jacobsson    |
| Förste vice ordförande | S                   | Renate Almén        |
| Andre vice ordförande  | SD                  | Kent Karlsson       |

#### Mandatfördelning 1970–2022
| 4 | 30 | 9 | 5 | 3 |

| 42 | 9 |

| 5 | 29 | 10 | 3 | 4 |

| 38 | 13 |

| 3 | 31 | 10 | 3 | 4 |

| 36 | 15 |

| 3 | 31 | 8 | 3 | 6 |

| 32 | 19 |

| 3 | 32 | 6 |  | 8 |

| 37 | 14 |

| 3 | 30 | 5 | 5 | 8 |

| 35 | 16 |

| 4 | 30 |  | 5 | 5 | 5 |

| 32 | 19 |

| 3 | 27 |  |  | 4 | 3 |  | 8 |

| 33 | 18 |

| 4 | 32 |  | 4 | 3 | 6 |

| 25 | 26 |

| 9 | 24 |  | 3 |  | 3 | 8 |

| 27 | 24 |

| 7 | 25 |  | 4 | 5 | 4 | 5 |

| 25 | 26 |

| 5 | 23 |  | 3 | 5 | 3 |  | 9 |

| 30 | 21 |

| 5 | 22 |  | 3 |  | 3 | 3 |  | 9 |

| 30 | 21 |

| 5 | 21 |  | 7 |  | 3 |  |  | 8 |

| 30 | 21 |

| 4 | 18 |  | 10 | 4 | 4 |  | 8 |

| 28 | 23 |

| 4 | 17 |  | 12 | 3 |  |  | 10 |

| 31 | 20 |

### Nämnder

#### Kommunstyrelse
| Presidium 2022–2026    | Presidium 2022–2026 | Presidium 2022–2026 |
| ---------------------- | ------------------- | ------------------- |
| Ordförande             | S                   | Peter Kärnström     |
| Förste vice ordförande | L                   | Per-Ola Grönberg    |
| Andre vice ordförande  | M                   | Jonny Bratberg      |

#### Övriga nämnder
| Nämnd                              | Ordförande | Ordförande             | Vice ordförande | Vice ordförande             | Andre vice ordförande | Andre vice ordförande |
| ---------------------------------- | ---------- | ---------------------- | --------------- | --------------------------- | --------------------- | --------------------- |
| Omsorgsnämnden                     | S          | Robert Sten            | C               | Anna-Greta Elfström Ohlsson | SD                    | Erik Åberg            |
| Arbetslivsnämnden                  | L          | Patrick Sjöstedt       | S               | Jan Davik                   | M                     | Jonas Klang           |
| Kultur- och fritidsnämnden         | S          | Ulf Gillström          | L               | Conny Grönberg              | M                     | David de La Rosa      |
| Individ- och familjeomsorgsnämnden | C          | Per-Ewert Olsson Björk | S               | Lena Erixon                 | M                     | Magnus Isomäki        |
| Kunskapsnämnden                    | C          | Jenny Karlsson         | L               | Tobias Lundqvist            | SD                    | Per Kihlgren          |

## Ekonomi och infrastruktur

### Näringsliv
Brukstraditionen i kommunen har anor från 1860-talet. I början av 2020-talet representeras den traditionen av kommunens dominerande arbetsgivare, Sandvik AB. Andra större företag var bland annat anläggningsföretaget Midroc Electro AB i centralorten. Det fanns även ett antal dataföretag i kommunen.

### Infrastruktur

#### Transporter
Från öster till väster genomkorsas kommunen av E16 och i nord-sydlig riktning av länsväg 272. Mellan Sandviken och Storvik avtar länsväg 302 från E16 mot norr. Öst-västlig riktning har även järnvägen Bergslagsbanan som trafikeras av Tåg i Bergslagen mellan Gävle och Falun med stopp i Sandviken och Storvik.

## Befolkning

### Demografi

#### Befolkningsutveckling
Kommunen har 38 337 invånare (31 mars 2025), vilket placerar den på 70:e plats avseende folkmängd bland Sveriges kommuner.
| Befolkningsutvecklingen i Sandvikens kommun 1970–2020 | Befolkningsutvecklingen i Sandvikens kommun 1970–2020 | Befolkningsutvecklingen i Sandvikens kommun 1970–2020 | Befolkningsutvecklingen i Sandvikens kommun 1970–2020 | Befolkningsutvecklingen i Sandvikens kommun 1970–2020 |
| ----------------------------------------------------- | ----------------------------------------------------- | ----------------------------------------------------- | ----------------------------------------------------- | ----------------------------------------------------- |
|                                                       |                                                       |                                                       |                                                       |                                                       |
| År                                                    |                                                       |                                                       | Folkmängd                                             |                                                       |
| 1970                                                  | 1970                                                  |                                                       | 43 667                                                |                                                       |
| 1975                                                  | 1975                                                  |                                                       | 43 143                                                |                                                       |
| 1980                                                  | 1980                                                  |                                                       | 42 866                                                |                                                       |
| 1985                                                  | 1985                                                  |                                                       | 40 423                                                |                                                       |
| 1990                                                  | 1990                                                  |                                                       | 39 906                                                |                                                       |
| 1995                                                  | 1995                                                  |                                                       | 38 995                                                |                                                       |
| 2000                                                  | 2000                                                  |                                                       | 37 064                                                |                                                       |
| 2005                                                  | 2005                                                  |                                                       | 36 690                                                |                                                       |
| 2010                                                  | 2010                                                  |                                                       | 36 916                                                |                                                       |
| 2015                                                  | 2015                                                  |                                                       | 38 314                                                |                                                       |
| 2020                                                  | 2020                                                  |                                                       | 39 290                                                |                                                       |

#### Utländsk bakgrund
Den 31 december 2014 utgjorde antalet invånare med utländsk bakgrund (utrikes födda personer samt inrikes födda med två utrikes födda föräldrar) 6 165, eller 16,30 % av befolkningen (hela befolkningen: 37 833 den 31 december 2014). Den 31 december 2002 utgjorde antalet invånare med utländsk bakgrund enligt samma definition 3 075, eller 8,36 % av befolkningen (hela befolkningen: 36 765 den 31 december 2002).
2014 beställde Sandvikens kommuns arbetsmarknads- och trafiknämnd en rapport (Sandvikenrapporten) av revisionsbolaget PwC om hur mycket kommunen tjänade på sina utrikes födda invånare, vilket uppgavs vara 511 miljoner kronor för det studerade året 2012. Beräkningarna visade sig vara felaktiga och lokala medier som hade skrivit om rapporten refererade då även kritiken mot den, något som flera stora nationella medier inte gjorde förrän över fyra år senare.

#### Invånare efter de vanligaste födelseländerna
Den 31 december 2014 utgjorde folkmängden i Sandvikens kommun 37 833 personer. Av dessa var 5 115 personer (13,5 %) födda i ett annat land än Sverige. I denna tabell har de nordiska länderna samt de 12 länder med flest antal utrikes födda (i hela riket) tagits med. En person som inte kommer från något av de här 17 länderna har istället av Statistiska centralbyrån förts till den världsdel som deras födelseland tillhör.
| Födelseland      | Födelseland                       | Födelseland |
| ---------------- | --------------------------------- | ----------- |
| 31 december 2014 |                                   |             |
| 1                | Sverige                           | 32 718      |
| 2                | Irak                              | 808         |
| 3                | Finland                           | 716         |
| 4                | Afrika: Övriga länder             | 670         |
| 5                | Asien: Övriga länder              | 514         |
| 6                | Syrien                            | 492         |
| 7                | Europeiska unionen: Övriga länder | 261         |
| 8                | Thailand                          | 256         |
| 9                | Norge                             | 160         |
| 10               | Afghanistan                       | 148         |
| 11               | Somalia                           | 134         |
| 12               | Iran                              | 130         |
| 13               | Bosnien och Hercegovina           | 119         |
| 14               | Tyskland                          | 113         |
| 15               | Turkiet                           | 109         |
| 16               | Europa utom EU: Övriga länder     | 106         |
| 17               | Nordamerika                       | 84          |
| 18               | Sydamerika                        | 68          |
| 19               | Polen                             | 62          |
| 20               | Kina                              | 50          |
| 21               | / SFR Jugoslavien/FR Jugoslavien  | 49          |
| 22               | Danmark                           | 47          |
| 23               | Oceanien                          | 9           |
| 24               | Sovjetunionen                     | 8           |
| 25               | Okänt födelseland                 | 2           |
| 26               | Island                            | 0           |

## Kultur

### Kulturarv
I kommunen finns en rad kulturarv förknippade med en lång tradition av järnbruk, till dessa hör både bruksmiljöer och kulturbyggnader. Ett exempel är Hammarby bruk med anor från 1500-talet. Ett annat exempel är vallonbruket Gysinge bruk med anor från 1600-talet. Ett annat bruk i kommunen med gamla anor är Högbo bruk som av Sandvikens kommun beskrivs som "ett av Järnrikets mest kända besöksmål".

### Kommunvapen
Blasonering: I blått fält en ånghammare, på vardera sidan åtföljd av ett i ginstammen placerat järnmärke, allt i silver.
Ånghammaren i Sandvikens kommunvapen har en verklig förebild, i dag placerad utanför Sandviks tidigare huvudkontor. Vapnet fastställdes för Sandvikens stad år 1943. Vid kommunbildningen 1971 hade alla sammanläggningsenheter ett eget vapen, utom köpingen Storvik. Kommunen valde att låta registrera stadsvapnet oförändrat hos PRV år 1975.